# Christine Spindler
Christine Spindler, geb. Christine Zang (* 1960 in Backnang), ist eine deutsche Schriftstellerin. Zu ihren Werken gehören vor allem Kinderbücher und englischsprachige Krimis. Sie veröffentlicht unter ihrem bürgerlichen Namen, dem Kurznamen Chris Spindler, dem Pseudonym Tina Zang und als Co-Autorin unter dem Sammelpseudonym Kris Benedikt.

## Leben
Christine Spindler studierte kurzzeitig Physik in Heidelberg, bevor sie eine Ausbildung zur Fremdsprachenkorrespondentin absolvierte. Später arbeitete sie als Sekretärin am MPI für Kernphysik in Heidelberg, wo sie ihren Mann kennenlernte, mit dem sie eine gemeinsame Tochter hat. Sie ist hauptberuflich Schriftstellerin und Übersetzerin. Seit 1999 hat sie 45 Bücher veröffentlicht, darunter einige, die sie auf Englisch geschrieben hat. Ihre Genres sind Kriminalromane, Kinderbücher, Jugendbücher und Chick lit. In Deutschland ist sie besonders für ihre bei arsEdition erschienene Kinderbuchserie um Karatehamster Neo bekannt geworden.

## Co-Autoren
Mehrere ihrer Werke schrieb Christine Spindler gemeinsam mit anderen Autoren. Dazu gehört die US-Amerikanerin Karen Wiesner, mit der sie unter dem Namen Chris Spindler fünf englische Kriminalromane und zwei Krimianthologien veröffentlichte. Ihre Zusammenarbeit lief ohne persönlichen Kontakt über E-Mail ab. 
Auf die gleiche Weise verfassten Spindler alias Tina Zang und Herbert Friedmann den zweisprachigen Kinderkrimi Trapped - In der Falle. Das Buch erschien erstmals 2005 bei Langenscheid, wurde fünfmal neu aufgelegt und zweimal als Hörbuch herausgebracht.
Den Münchner Regisseur und Schriftsteller Thomas Endl (* 1964) lernte Spindler bei einem Autorenforum kennen. Unter dem Sammelpseudonym Kris Benedikt haben sie zwei Jugendbücher für die zweisprachige Science-Fiction-Reihe BoyZone von Langenscheidt veröffentlicht. Seit kurzem schreiben sie eine Krimireihe, die sie als e-Books herausgeben.

## Werke
- Inspector Terry mystery (englisch)
  - The rhythm of revenge : the first Inspector Terry mystery. Avid Press, Brighton, MI, 1999, ISBN 978-1-9296-1318-2.
  - Faces of fear : an Inspector Terry mystery. Avid Press, Brighton, MI, 2001, ISBN 978-1-9296-1383-0.

- Falcon's Bend series, als Chris Spindler, Co-Autorin Karen Wiesner (englisch)
  - Degrees of separation : book one of the Falcon's Bend series. Quiet Storm Pub., Martinsburg, WV, 2004, ISBN 978-0-9744-0844-6.
  - Falcon's Bend Case Files Vol. I - The Early Cases. Swimming Kangaroo Books 2009, ISBN 978-1-9340-4190-1.
  - Degrees of Separation - Book 1 of the Falcon's Bend Series. Swimming Kangaroo Books 2009, ISBN 978-1-9340-4188-8.
  - Tears on Stone - Book 2 of the Falcon's Bend Series. Swimming Kangaroo Books 2009, ISBN 978-1-9340-4189-5.
  - The Fifteenth Letter - Book 3 of the Falcon's Bend Series.  Swimming Kangaroo Books 2008, ISBN 978-1-9340-4162-8.
  - Romantic Notions - Book 4 of the Falcon's Bend Series.  Swimming Kangaroo Books 2008, ISBN 978-1-9340-4100-0.

- Der Karatehamster, als Tina Zang
  - Der Karatehamster ... legt los! arsEdition, München 2007, ISBN 978-3-7607-1621-3.
  - Der Karatehamster ... startet durch! arsEdition, München 2008, ISBN 978-3-7607-2844-5.
  - Der Karatehamster ... hebt ab! arsEdition, München 2008, ISBN 978-3-7607-3276-3.
  - Der Karate-Hamster ... ist nicht zu bremsen! arsEdition, München 2009, ISBN 978-3-7607-3440-8.
  - Der Karatehamster ... fackelt nicht lange! arsEdition, München 2009, ISBN 978-3-7607-4418-6.
  - Der Karatehamster ... taucht ab! arsEdition, München 2010, ISBN 978-3-7607-4493-3.
  - Der Karatehamster - immer volles Risiko! arsEdition, München 2011, ISBN 978-3-7607-6842-7.
  - Der Karatehamster - Flieger, Fell & Bruchpilot. arsEdition, München 2011, ISBN 978-3-7607-6841-0.
  - Der Karatehamster - kopfüber ins Abenteuer! arsEdition, München 2011, ISBN 978-3-7607-6840-3.

- Echte Helden,  als Tina Zang
  - Im Labyrinth der Silberspinnen. arsEdition, München 2011, ISBN 978-3-7607-6374-3.
  - In den Fängen des Roten Sheriffs. arsEdition, München 2011, ISBN 978-3-7607-6375-0.
  - Im Tal der Tausend Augen. arsEdition, München 2011, ISBN 978-3-7607-6543-3.
  - Auf der Verbotenen Insel. arsEdition, München 2012, ISBN 978-3-7607-6683-6.

- in der Reihe Krimis für Kids, als Tina Zang, Co-Autor Herbert Friedmann (englisch/deutsch) 
  - Trapped - In der Falle. Langenscheidt, Berlin 2005, ISBN 3-468-20434-5.

- in der Reihe Boyzone, als Kris Benedikt, Co-Autor Thomas Endl (englisch/deutsch) 
  - My tomcat from Mars - Mein Kater vom Mars. Langenscheidt, Berlin 2008, ISBN 978-3-468-20547-7.
  - Invasion on Mars - Invasion auf dem Mars. Langenscheidt, Berlin 2010, ISBN 978-3-468-20554-5.

- Krimireihe, als Kris Benedikt, Co-Autor Thomas Endl
  - Näher als du ahnst. Edition Tingeltangel, München, 2013
  - Schlimmer als dein Tod. Edition Tingeltangel, München, 2014

- Jugendbuch, als Tina Zang
  - Total durchgeknallt, die Jungs!. Edition Tingeltangel, München, 2013

- Roman,  als Christine Spindler
  - Mond aus Glas. RenateGötzVerlag, Dörfles 2010, ISBN 978-3-902625-20-5.